# Ibn Bassal
Ibn Bassal o Ibrahim Ibn Bassal (siglo XI) fue un agrónomo musulmán que vivió en Toledo y Sevilla, al servicio del sultán de la Taifa de Toledo, Al-Mamún. Escribió Diwan al-Filaha (Libro de Agricultura), un tratado de agronomía traducido al castellano en la escuela toledana, y por vez primera en tiempos modernos por José María Millás Vallicrosa y Mohamed Aziman en 1955. Tras la toma de Toledo por los ejércitos cristianos y pasar por Badajoz se dirigió a Sevilla, donde fue nombrado responsable del Jardín del Sultán (Al-Mutamid)
La característica fundamental de su obra son las nulas referencias a tratados u obras anteriores que evidencian un proceso de experimentación propia. La redacción de la obra se corresponde con el interés de Bassal de aportar conocimientos prácticos sobre el cultivo y cuidado de las especies que menciona. En la misma, describe el cultivo del naranjo, en Toledo como un árbol recién traído de Oriente, sus enfermedades, método de cultivo y propiedades medicinales de la corteza. Los autores creen posible que Bassal fuera quien lo introdujera en España al haber realizado un viaje por encargo de Al-Mamún para traer semillas de distintas especies. De hecho, Mamún quedó complacido con las naranjas y envió semillas a la Taifa de Valencia y a la de Zaragoza.
Ibn Bassal influyó en otros agrónomos y botánicos de al-Ándalus como su discípulo Al Tignari y el almeriense Ibn Luyun.